# Berlin-Neu-Hohenschönhausen
Neu-Hohenschönhausen ist ein Ortsteil im Bezirk Lichtenberg in Berlin. Er umfasst das Neubaugebiet Hohenschönhausen-Nord, das ab Anfang der 1980er Jahre entstand. 2023 lebten 58.990 Menschen in Neu-Hohenschönhausen, damit ist der Ortsteil der bevölkerungsreichste im Bezirk.

## Lage
Neu-Hohenschönhausen befindet sich im Nordosten Berlins auf der Barnim-Hochfläche. Der Ortsteil ist weitestgehend identisch mit dem Neubaugebiet Hohenschönhausen-Nord. Er grenzt im Norden an die Ortsteile Malchow, Wartenberg und Falkenberg, im Osten an Marzahn (Bezirk Marzahn-Hellersdorf), im Süden an Alt-Hohenschönhausen und im Westen an die Ortsteile Weißensee und Stadtrandsiedlung Malchow (beide Bezirk Pankow).
Bereits im 19. Jahrhundert existierte westlich des alten Dorfes Hohenschönhausen auf dem Gebiet des heutigen Sportforums ebenfalls eine Siedlung mit dem Namen Neu Hohenschönhausen. Die Bezeichnung wurde bis mindestens in die 1960er Jahre hinein für diesen Ortsteil verwendet. Heutzutage wird dieses Gebiet nicht mehr mit diesem Begriff bezeichnet.

## Geschichte

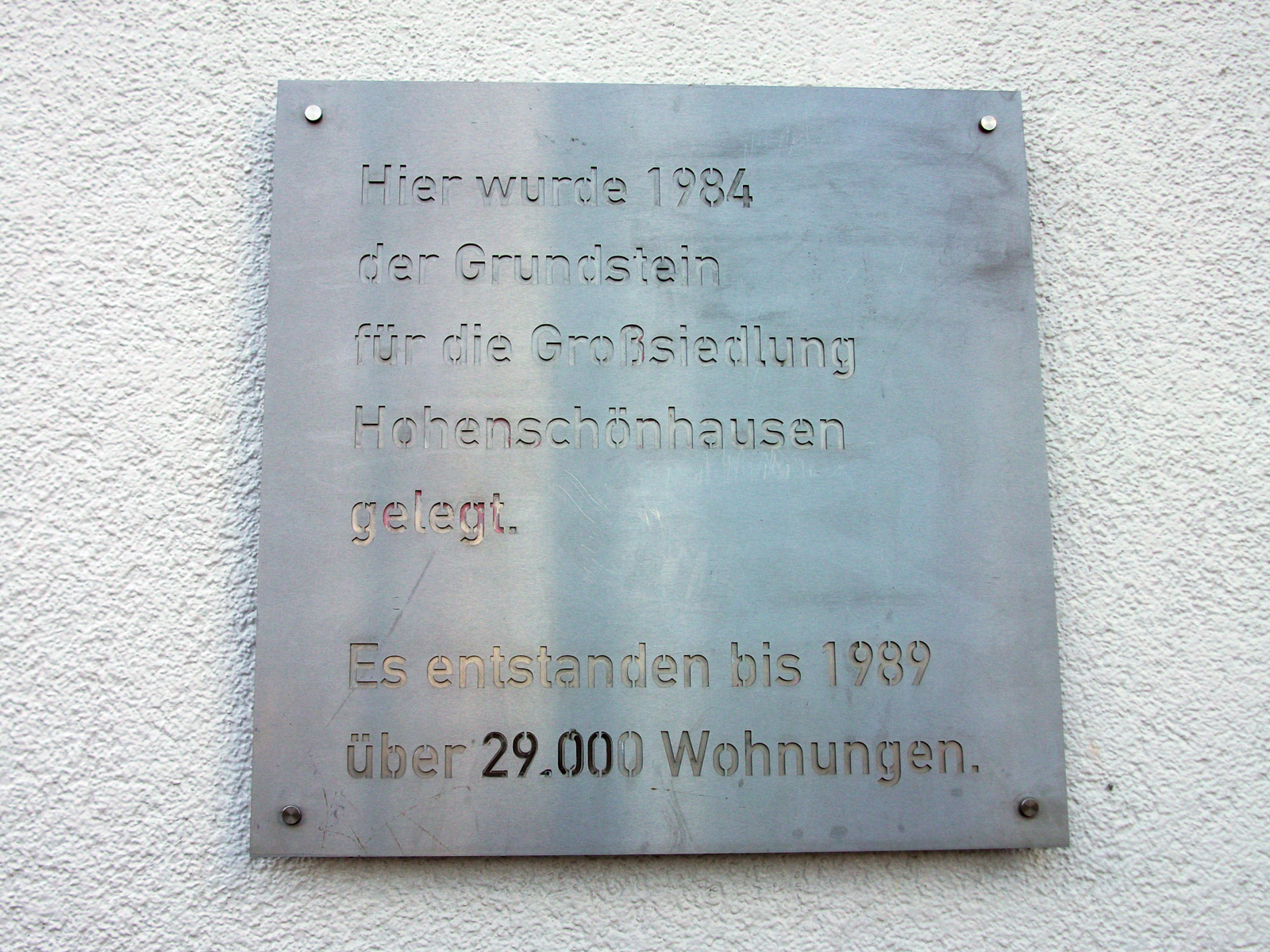
Gedenktafel zur Grundsteinlegung von Hohenschönhausen-Nord an der Barther Straße 3

### Erschließung und Gründung
In den 1970er Jahren entstanden rund um den alten Dorfkern von Hohenschönhausen sowie nördlich der Leninallee (seit 1992: Landsberger Allee) Neubaugebiete Hohenschönhausen I und Hohenschönhausen II für insgesamt 25.000 Einwohner. Weil die Bevölkerungszahl aber rasch anstieg, begann 1981 die Erschließung des künftigen Neubaugebietes Hohenschönhausen-Nord. Im Jahr 1982 wurde zunächst die Infrastruktur mit den nötigen Straßen festgelegt und mit Namen versehen, ab 1984 erschlossen vor allem öffentliche Verkehrsmittel das Gebiet, in der Regel mittels  Straßenbahnen und mittels der S-Bahn. Am 9. Februar 1984 erfolgte die symbolische Grundsteinlegung durch den DDR-Staatsratsvorsitzenden Erich Honecker.
Das Neubaugebiet ist durch die Falkenberger Chaussee und den Berliner Außenring in vier Viertel geteilt. Diese Viertel gehörten dabei anfangs zu den Ortsteilen Malchow, Wartenberg und Falkenberg, wobei die Straßen und Wohnblöcke nicht an den Verlauf dieser Grenzen gebunden waren. Die Bebauung führten neben Berliner Betrieben auch solche aus den Bezirken Rostock, Schwerin, Neubrandenburg und Frankfurt (Oder) mit den von dort angelieferten Fertigteilen aus. Deutlich erkennbar ist dies durch die unterschiedliche Bauweise der Plattenbauten sowie die Benennungen der Straßen. Drei der vier Viertel erhielten Namen nach Ortschaften aus den Herkunftsbezirken der Baufirmen.

### Eigenständiger Bezirk

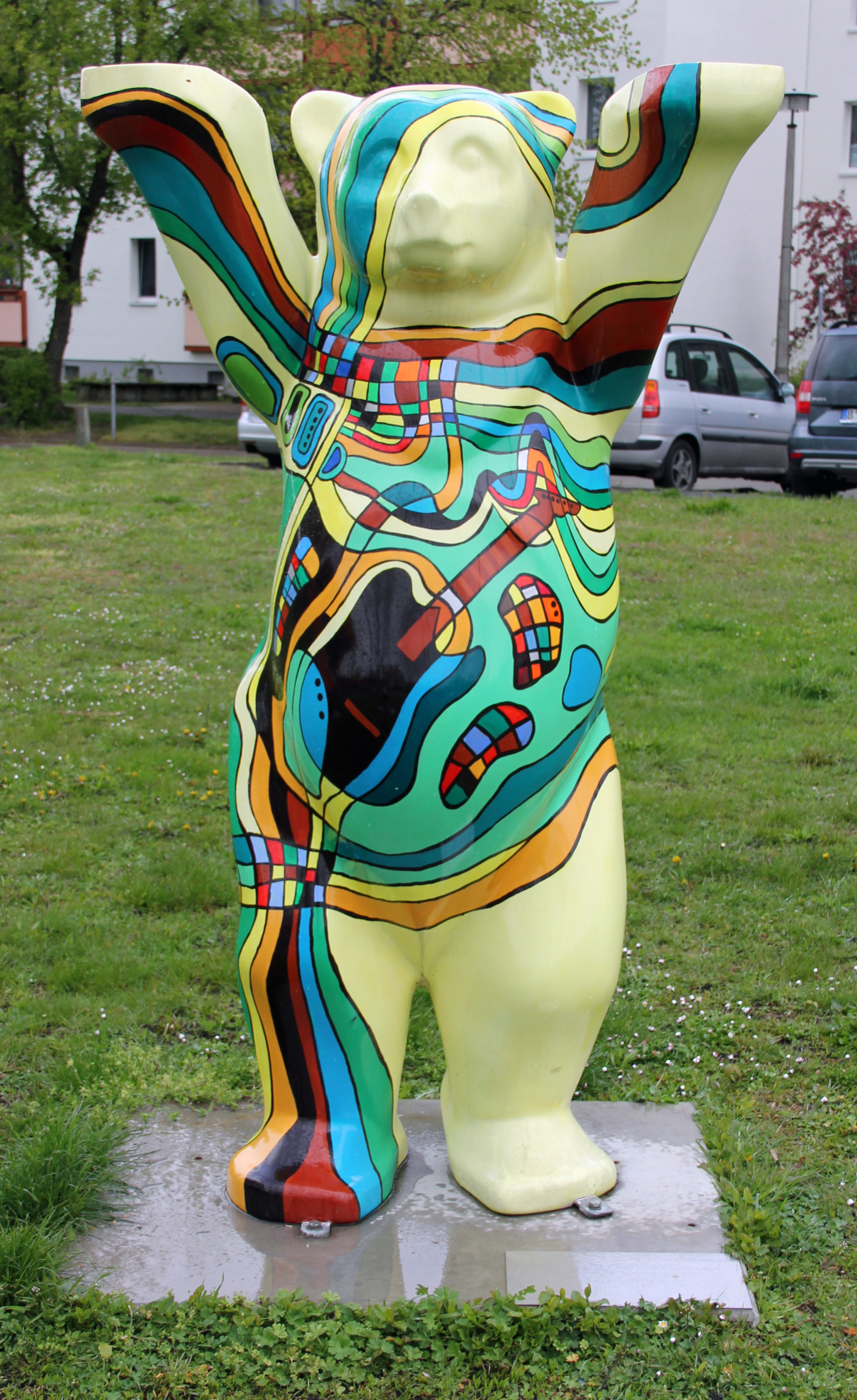
Buddy Bär in der Egon-Erwin-Kisch-Straße (2015)

Im April 1985 beschloss die Ost-Berliner Stadtverordnetenversammlung zum 1. September desselben Jahres die Bildung des eigenständigen Stadtbezirks Hohenschönhausen. Dazu gehörten der namensgebende Ortsteil sowie Falkenberg, Wartenberg und etwa die Hälfte von Malchow. Die westliche Hälfte verblieb beim Stadtbezirk Weißensee, der nach der Bildung des damals neuen Stadtbezirks am 1. Januar 1986 die Pankower Ortsteile Karow, Heinersdorf und Blankenburg erhielt. Der neue Stadtbezirk umfasste am ersten Tag rund 67.000 Bewohner, bis 1989 stieg die Einwohnerzahl bis auf 118.000, das entsprach rund 9,2 Prozent der Gesamtbevölkerung Ost-Berlins. Vor allem junge Familien erhielten die begehrten Neubauwohnungen. Die ersten Jahre waren geprägt von zahlreichen Baustellen, der Bezirk befand sich erst im Prozess der Entstehung. Um nicht nur in „blankem Beton“ zu wohnen, gab es während des Baus Vorgaben zur künstlerischen Gestaltung wie Springbrunnen oder Skulpturen sowie etliche Bürgerinitiativen zur Verschönerung ihres Stadtbezirks, Aktionen wie die Goldene Hausnummer für die Verschönerung der Hauseingänge und Vorgärten ist nur eine von ihnen. Der Bau der Siedlung wurde am 5. Oktober 1989 offiziell beendet.
In den neuen Wohngebieten entstanden auch Produktionsbetriebe innerhalb des neuen Bezirks. Neben dem neu errichteten Omnibusbetriebshof in der Indira-Gandhi-Straße siedelten sich unter anderem der VEB Chemiehandel Berlin oder der VEB Signal- und Sicherungstechnik an. Bereits auf Marzahner Gebiet gelegen, aber oft verwechselt, entstand zudem in den Jahren 1963 bis 1968 das Klärwerk Falkenberg.

### Wende und politischer Neuanfang
In Hohenschönhausen wählte die Mehrheit bei den Kommunalwahlen im Jahr 1989 die Kandidaten der Nationalen Front. Die zunehmende Unzufriedenheit der Bürger führte jedoch auch in diesem Bezirk zu wachsender Kritik am politischen System und an der SED. Kurz nach dem Rücktritt Erich Honeckers von seinen Ämtern im Oktober 1989 kam es zu ersten Rundtischgesprächen mit den örtlichen Verwaltungen, um die unzufriedenen Bürger zu beruhigen. Nach dem Mauerfall lösten sich diese Strukturen jedoch wieder auf. Als politisch neu gegründete Partei erhielt bei den Wahlen zur Bezirksverordnetenversammlung (BVV) Die Linke jedoch über Jahre hinweg die Mehrheit (Stand: 2015).
Die politische Wende führte zu einem schrittweisen Rückgang der Einwohnerzahl: Mitte der 1990er Jahre waren es noch knapp 115.000, um die Jahrtausendwende um 110.000. Der Großteil der Bevölkerung wohnte dabei im Gebiet des späteren Ortsteils Neu-Hohenschönhausen. Dieser wurde nach der Zusammenlegung des Bezirks mit dem Bezirk Lichtenberg aus Teilen der schon vorher bestehenden Ortsteile Malchow, Wartenberg und Falkenberg gebildet (sie wurden ausgegründet) und umfasst lediglich das Gebiet der Großsiedlung Hohenschönhausen Nord.

## Unterteilung der Ortsgebiete

### Grundsätzliches
Neu-Hohenschönhausen umfasst komplett das als Hohenschönhausen bezeichnete Neubaugebiet. Dieses wird durch die Falkenberger Chaussee und den Berliner Außenring in vier Viertel unterteilt, den Mühlengrund, das Viertel an der Zingster und Vincent-van-Gogh-Straße sowie den Krummen Pfuhl. Da die einzelnen Neubaugebiete zunächst zu den früher eigenständigen Dörfern und heutigen Ortsteilen Malchow, Wartenberg und Falkenberg gehörten, werden diese Viertel wie das Neubauwohngebiet um den Krummen Pfuhl als Neu-Wartenberg, das Wohngebiet an der Grenze zum Dorf Falkenberg als Neu-Falkenberg und das Ostseeviertel wegen der bevorzugten Vergabe von Straßennamen nach Ostseestädten bezeichnet. Die Wohnhäuser entstanden in Plattenbauweise zwischen 1984 und 1989 und sind meist sechs- oder elfgeschossig.

### Neubaugebiet Mühlengrund – Flurnamen-Viertel

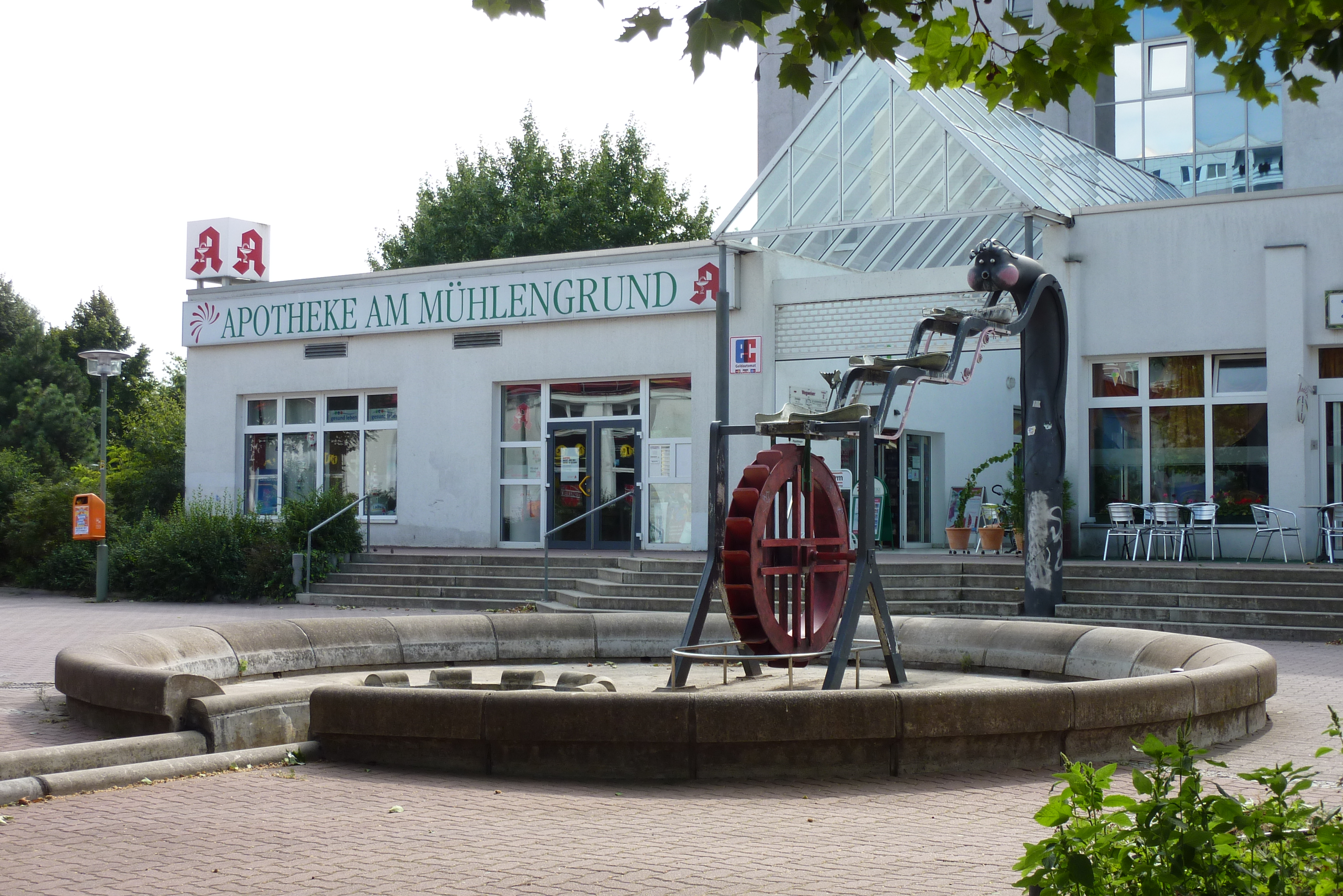
Mühlengrund mit dem Mühlenradbrunnen

Das Neubaugebiet Mühlengrund ist das erste der vier Neubaugebiete des späteren Neu-Hohenschönhausen, das verwirklicht worden ist. Es befindet sich im Südosten von Neu-Hohenschönhausen. Der Name Mühlengrund bezieht sich auf eine Kleingartenanlage südwestlich des Neubaugebietes. Diese wiederum hat ihren von einem ehemaligen, in der Nähe ehemals existenten Erdholländer.
Die Straßennamen um den Mühlengrund mit Bezeichnungen wie „Maten“, „Röttken“ oder „Rotkamp“ gehen auf alte Gemarkungen auf der Wartenberger oder Malchower Flur zurück.
Das Viertel entstand von 1982 bis 1987, zunächst begann die Festlegung der Straßenzüge, 1984 folgte die Verlängerung der Straßenbahn von der Gehrenseestraße nach Zingster Straße und kurz darauf der eigentliche Bau der Wohnungen. Es handelt sich hierbei um sechs- beziehungsweise elfgeschossige Gebäude, letztere mit Fahrstuhl. Die Wohnungen konnten teilweise erst zwei bis drei Jahre nach ihrer Fertigstellung bezogen werden, da sich zwischendurch der Grundwasserspiegel erhöhte und die Keller überflutete.
Das Zentrum des Viertels ist ein unbenannter Platz, der die inoffizielle Bezeichnung „Am Mühlengrund“ trägt, um die agrarische Tradition und die historische Nähe dieses Wohngebiets zu einer ehemaligen Holländermühle zu betonen. Das Ensemble des Platzes wurde aus einer früheren HO-Kaufhalle und Gewerbeneubauten gebildet, die 1997 als Mühlengrundcenter den ehemaligen Dienstleistungskomplex mit Jugendklub Rotkamp, Reinigung, Postannahmestelle, Blumengeschäft sowie die Klubgaststätte Mühlengrund ersetzten. Der Platz selbst wird vom Mühlenradbrunnen geschmückt, der nach jahrelanger Stilllegung durch grundhaften Neubau der Betonanlage und Restaurierung der Brunnenkunst Ende des Jahres 2014 wieder in Betrieb genommen werden konnte. Im Zuge dieser Platzsanierungsmaßnahme sind durch den Eigentümer des Mühlengrundcenters der Abriss aller dort befindlichen Gewerbebauten realisiert und die Schaffung von 372 Wohneinheiten geplant, in denen auch Arztpraxen und Gastronomie sowie minimierter Einzelhandel ihren Platz erhalten sollen. Grund des Abrisses war die Konkurrenzsituation des Nahversorgungszentrums zu Gunsten des Linden-Centers, die zu großen Geschäftsleerständen und Bestandsvernachlässigung am Stadtplatz führte.
Mitte der 1990er Jahre begann die erste Sanierungsphase der Wohnungsbestände. Alle Wohnhäuser wurden von der Wohnungsbaugenossenschaft Neues Berlin eG bzw. der Howoge und der GSV-Ratsbleiche Baubetreuungs- und -verwaltungs GmbH strangsaniert; Heizungsanlagen und Fenster wurden erneuert, die Treppenhäuser modernisiert und die Fassaden mit Dämmschutz verkleidet – nicht zuletzt auch der besseren Optik wegen. Im Jahr 2004 erhielten zudem einige der sechsgeschossigen Häuser Außenaufzüge.
Im Juli 2017 kaufte die Howoge die Grundstücke Rüdickenstraße 25–33 und Rotkamp 2–6 von der ELAD Group, deren Bauvorhaben in dem Gebiet gescheitert war. Die Pläne der ELAD Group zum Neubau von drei sechs- bis achtgeschossigen Wohn- und Geschäftshäusern setzte die Howoge abschließend um. Die Bauarbeiten begannen im Frühjahr 2018 mit dem Abriss des Mühlengrundcenters, das bis auf eine Apotheke, Arztpraxen und kleinere Lokale mittlerweile leer stand. Ab Oktober 2020 waren die ersten der 173 Wohnungen, seit Mai 2022 sind alle Wohnungen des Neubauprojekts auf dem 12.300 m² großen Grundstück bezugsfertig.

### Neubaugebiet Ostseeviertel – Zingster Straße
Bebauung

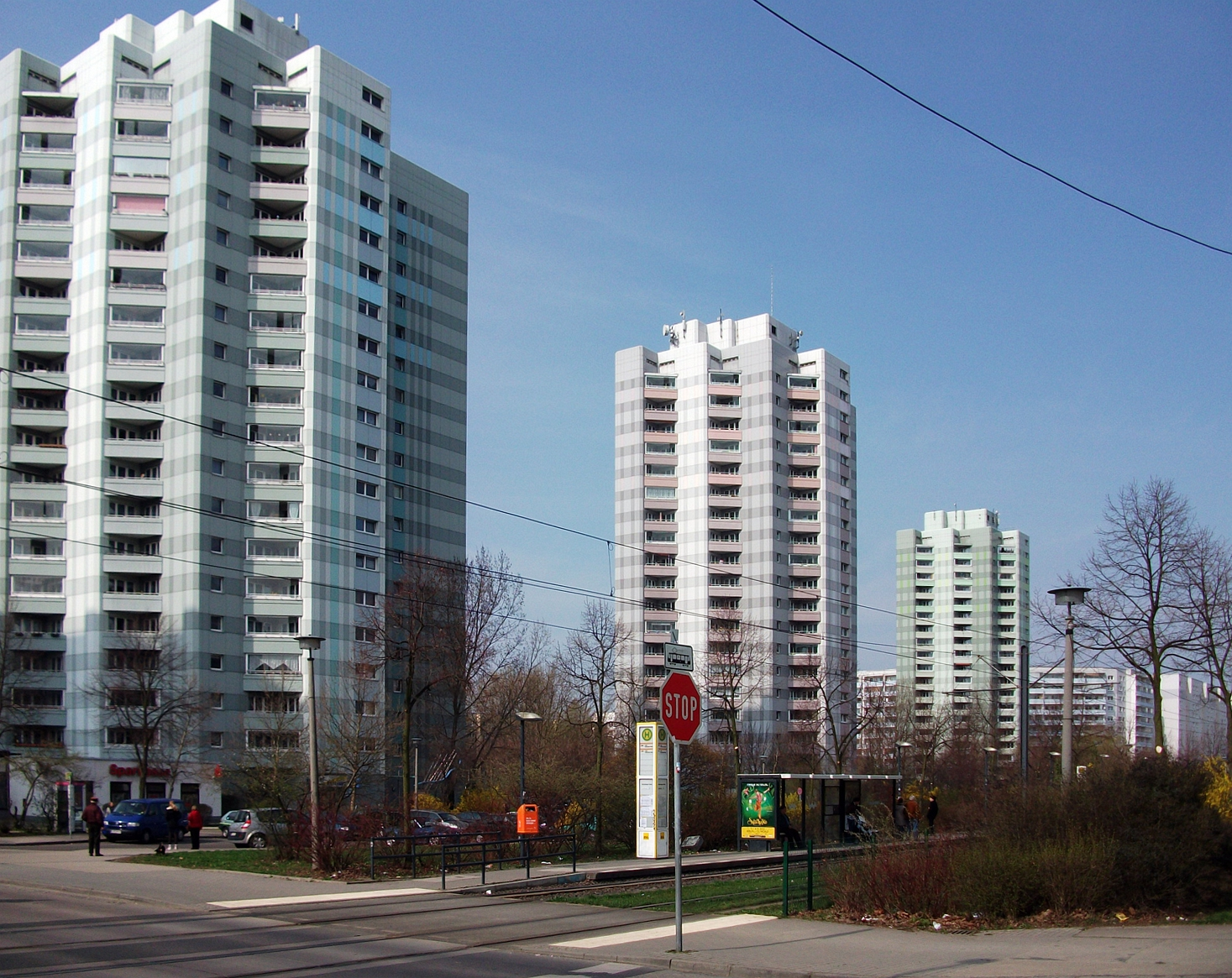
Hochhäuser an der Zingster Straße

Das Viertel an der Zingster Straße liegt im Nordwesten des Ortsteils. Hier begann am 9. Februar 1984 mit der Grundsteinlegung durch Erich Honecker an der Barther Straße die Anlage des neuen Wohnviertels. Im Jahr 1988 waren die Bauten weitestgehend fertiggestellt.
Das Viertel ist entlang der Zingster Straße ausgerichtet, hier befinden sich die Straßenbahntrasse, eine Ladenpassage sowie im nördlichen Abschnitt das Nahversorgungszentrum RIZ. Die Straßen in diesem Viertel sind nach Städten und Gemeinden nahe der Ostsee im ehemaligen Bezirk Rostock benannt, beispielsweise Ribnitz, Zingst oder Ahrenshoop, aus denen die Bauarbeiter nach Berlin kamen. Daher lautet der inoffizielle Name dieses Wohngebietes Ostseeviertel.
Erwähnenswert ist hier außerdem die 1988 eröffnete öffentliche Schwimmhalle Zingster Straße 16, die in den Jahren 2023–2025 komplett saniert wird. Ein neues Edelstahlbecken wird eingebaut und die Umkleideräume samt Foyer werden modernisiert. Die Wiedereröffnung ist für den 1. September 2025 vorgesehen.
Mitte der 1990er Jahre, nach der politischen Wende führten die neu gegründeten Wohnungsunternehmen Haussanierungen und Modernisierungen durch, die 1997 abgeschlossen werden konnten. Das dabei abgetragene Material, besonders das der Balkone wurde jedoch nicht nur auf Deponien gebracht, sondern zum Teil auch als Kletterfelsen wiederaufgebaut. Der Monte Balkon trägt somit auch zur Naherholung in dem Gebiet bei.
Am nordwestlichen Rand des Neubaugebietes bis hin zum Malchower See erstreckt sich die Niles-Siedlung, die in den 1930er Jahren entstand. Das Gebiet der Niles-Siedlung gehörte bis zum Jahr 2001 zu Malchow.
Prerower Platz

Am Südende der Zingster Straße liegt der Prerower Platz. Hier befindet sich das Linden-Center, ein Einkaufszentrum und gleichzeitig Ortsteilzentrum von Neu-Hohenschönhausen. Der Prerower Platz und die anliegende Falkenberger Chaussee bilden hier den Kern aller vier Neubauviertel und dienen nicht zuletzt als Treffpunkt zum Informationsaustausch.
Dekrapfuhl

Nördlich der Straßenbahn-Wendeschleife in der Zingster Straße entstand 1998 im Rahmen einer Qualifizierungsmaßnahme der Prüfgesellschaft DEKRA e. V. ein kleines Biotop, das seitdem den Namen Dekrapfuhl trägt. Wegen der in den Folgejahren anhaltenden Trockenheit verlor dieser ca. 2000 m² große Pfuhl seinen Charakter als temporäres Kleingewässer und verlandete. Im Frühjahr 2016 gab die Bezirksverordnetenversammlung grünes Licht für seine Wiederherstellung. Dazu heißt es in einer Presseerklärung: „Der Pfuhl hat vor allem für streng geschützte Arten wie Moorfrosch oder Wechselkröte eine besondere Bedeutung. Das Vorhandensein trockenwarmer Bereiche sowie die Nähe zum Wasser stellen die Grundlagen für ihre Entwicklung und Fortpflanzung dar. Daher soll das Kleingewässer revitalisiert werden, damit es wie auch der nahe gelegene Malchower See und das Naturschutzgebiet Malchower Aue einen weiteren wertvollen Lebensraum für feuchteliebende Tier- und Pflanzenarten darstellt. Durch die Sanierung soll der Pfuhl wieder Wasser führen und zudem besonnte Abschnitte für Amphibien und Reptilien geschaffen werden.“
Auch die nach dem Bundesnaturschutzgesetz streng geschützte Zauneidechse lebt auf den Flächen rund um den Pfuhl. Um dem Reptil einen arttypischen Lebensraum zu bieten, wird der wilde Baumbewuchs hier beseitigt; dabei handelt es sich nicht um geschützte Baumarten. Die Arbeiten begannen am 20. Februar 2016. Das beseitigte Holz wird vor Ort verbleiben und beim Bau der Zauneidechsenbiotope weiter verwendet.
Seit Sommer 2016 wird entsprechend den oben genannten Plänen die Gewässersohle vertieft und aus dem anfallenden Material sowie Holzhaufen werden Wallaufschüttungen an der nördlichen Uferböschung vorgenommen. Diese sollen den Zauneidechsen dann als Unterschlupf dienen.

### Neubaugebiet Uckermärkisches Viertel – Vincent-van-Gogh-Straße

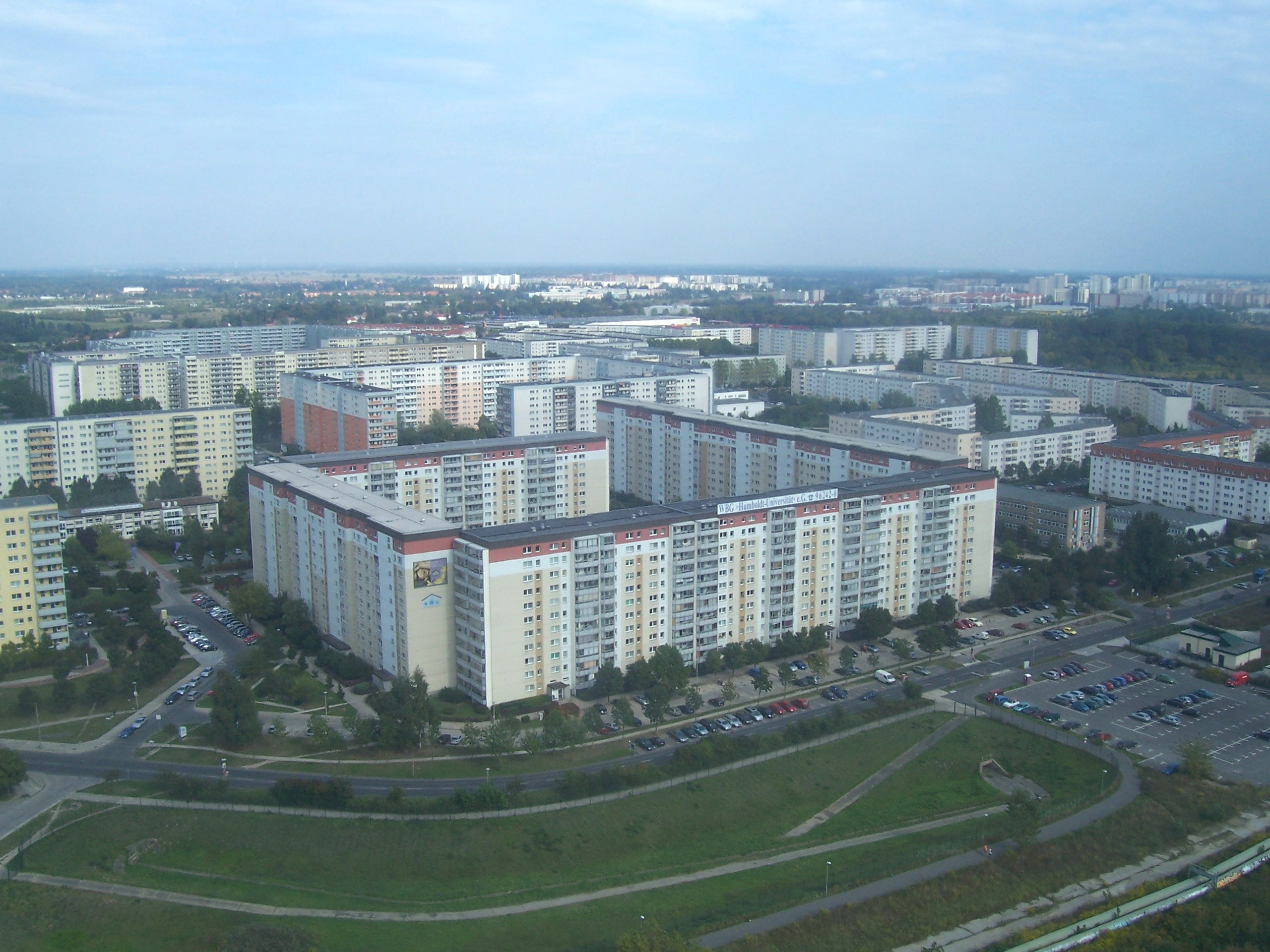
Luftaufnahme des Neubaugebiets Pablo-Picasso-Straße und Vincent-Van-Gogh-Straße

Die Wohnhäuser entlang der Vincent-van-Gogh-Straße entstanden bis 1988 südöstlich des S-Bahnhofs Hohenschönhausen. Oft wird diese Gegend bereits zu Falkenberg gezählt, da das Viertel bis 2002 zum selben Ortsteil gehörte. Die Bezeichnung ist dennoch geblieben, sodass zwischen dem Neubaugebiet (Neu-Falkenberg) und dem Dorfkern Falkenberg unterschieden wird.
An der Vincent-van-Gogh-Straße befindet sich mit den Welse-Galerien der zentrale Ort des Viertels. Die Straßen, benannt nach Flüssen und Gemeinden in der Uckermark wie Welse, Randow oder Warnitz, laufen halbkreisförmig von der Falkenberger Chaussee ab.

### Neubaugebiet Mecklenburger Viertel – Krummer Pfuhl

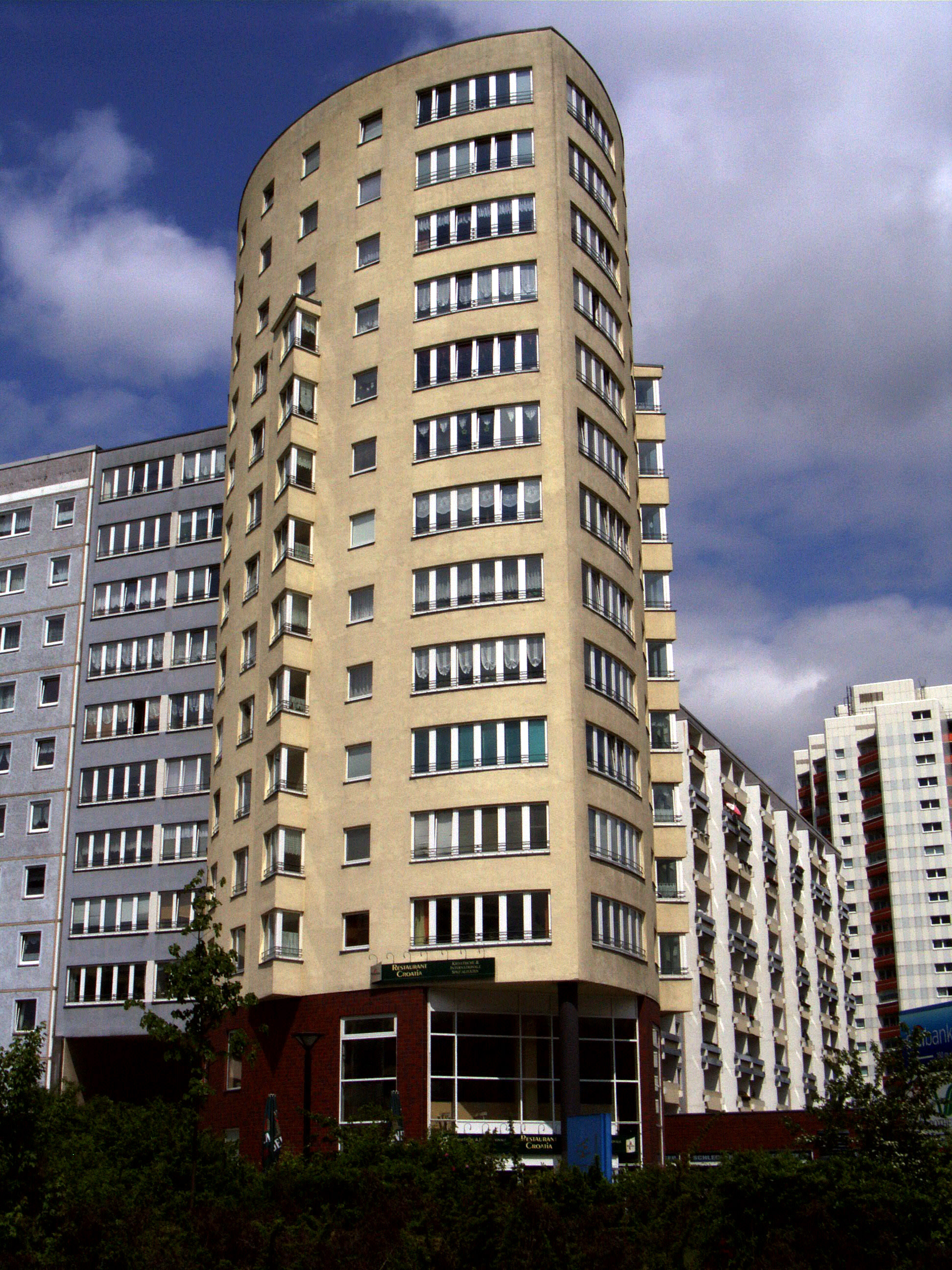
Hochhaus Zitrone im Neubaugebiet Krummer Pfuhl

Das Neubaugebiet Krummer Pfuhl erstreckt sich nordwestlich des S-Bahnhofs Hohenschönhausen bis zum Dorfkern von Wartenberg. Es wurde als letztes der vier Neubauviertel 1989 fertiggestellt. Namensgebend ist ein stilles Gewässer im Norden des Viertels. Ursprünglich war ein Weiterbau bis Malchow geplant, der allerdings durch die deutsche Wiedervereinigung nicht zustande kam.
Das Viertel ist zur Falkenberger Chaussee im Süden und zur S-Bahn-Trasse im Westen hin ausgerichtet, hier befinden sich vor allem die Einkaufszentren, aber auch das neue – Wartenberger Kirche genannte – Gotteshaus, obwohl die Kirche seit einigen Jahren nicht mehr auf Wartenberger Gebiet liegt. Durch die Nähe dieses Wohngebietes zum Dorf Wartenberg trägt es den inoffiziellen Namen Neu-Wartenberg.
Ebenfalls an der Falkenberger Chaussee befindet sich ein Wohnungsneubau, der wegen der Form und Farbe des Baus als Zitrone bezeichnet wird. Es entstand Ende der 1990er Jahre und bietet neben den Wohnungen auch Platz für ein Restaurant in den beiden unteren Etagen.

## Bevölkerung
| Jahr | Einwohner |
| ---- | --------- |
| 2007 | 53.969    |
| 2010 | 53.418    |
| 2015 | 54.556    |
| 2020 | 56.921    |

| Jahr | Einwohner |
| ---- | --------- |
| 2021 | 57.117    |
| 2022 | 58.235    |
| 2023 | 58.990    |
| 2024 | 59.200    |

Quelle: Statistischer Bericht A I 5. Einwohnerregisterstatistik Berlin. Bestand – Grunddaten. 31. Dezember. Amt für Statistik Berlin-Brandenburg (jeweilige Jahre)

## Wirtschaft und Kultur
In den Plattenbauvierteln der 1970er und 1980er Jahre wurde nach Planungsvorgaben stets ein Gesellschaftliches Zentrum errichtet. Hier gab es Lebensmittelhallen, einen Dienstleistungswürfel mit Postamt, Blumenladen, Friseur, manchmal auch einen Jugendklub sowie eine Kiezgaststätte. Nach 1990 sind viele dieser Zentren leergezogen oder abgerissen worden. Einkaufsmöglichkeiten entstanden dagegen in neuen großen Centern nach amerikanischem Vorbild, wie das Lindencenter. Die hier eingezogenen Anbieter haben jedoch darunter zu leiden, dass die Kaufkraft in diesen Wohnlagen meist schwach ist, manche mussten daher auch bald wieder aufgeben. Es fehlen Betriebe mit einer großen Anzahl Arbeitsplätze. Nennenswert sind zumindest (Stand Frühjahr 2019) die Firma Coca-Cola European Partners Deutschland GmbH – Plant Hohenschönhausen, ein Gewerbegebiet rund um die Straßenlage Zu den Krugwiesen (unter anderem mit dem vom Bezirksamt Lichtenberg ausgezeichneten Werkzeughersteller dopa Diamond Tools) sowie zahlreiche kleine Handwerks- und Dienstleistungsbetriebe.
In der Wartenberger Straße befindet sich das Kino Cinemotion.
Im Jahr 1994 hat die damalige Hohenschönhauser Bezirksverordnetenversammlung beschlossen, anstelle der häufigen Randale im Bezirk zum 1. Mai ein Bürgerfest zu veranstalten, das zunächst den Namen Maifest am Obersee trug. Zur Mitwirkung sind alle ansässigen Parteien, Vereine und sozialen Projekte eingeladen und aufgerufen. Auch Schulen und Betriebe beteiligen sich inzwischen. Nach dem ersten Erfolg der Veranstaltung wurde sie jährlich regelmäßig wiederholt, der Veranstaltungsort wechselte in den Ortsteil Neu-Hohenschönhausen (Falkenberger Chaussee Ecke Vincent-van-Gogh-Straße) des neu strukturierten Bezirks Lichtenberg. Das Fest heißt seitdem Bunte Platte und verweist damit sowohl auf die Hauptwohnbauten als auch auf ein möglichst breites kulturelles Angebot, das sich vor allem auch gegen rechtsextreme Aktivitäten richtet. Den Initiatoren und langfristigen Organisatoren Evelyn Ullrich, Bettina Grotewohl, Matthias Ebert und Karsten Dietrich verlieh der Bezirksbürgermeister Michael Grunst im März 2019 für ihr Engagement den Lichtenberger Demokratiepreis.

## Verkehr

### Individualverkehr
Die Hauptverkehrsstraße des Ortsteils ist die Falkenberger Chaussee. Ihre Fortsetzung in Richtung Innenstadt ist die Hansastraße, in Richtung Falkenberg die Dorfstraße. Der gesamte Straßenzug ist Teil der Chaussee von Weißensee nach Bad Freienwalde und war als solcher bis zur Wiedervereinigung Teil der Reichs- beziehungsweise Fernstraße 158. Die meisten der übrigen Hauptstraßen gehen von der Falkenberger Chaussee ab oder kreuzen diese. Da die Chaussee und der Außenring den Ortsteil in die genannten vier Quartiere zerteilen, bestehen nur wenige Straßenverbindungen zwischen diesen.

### Öffentlicher Verkehr

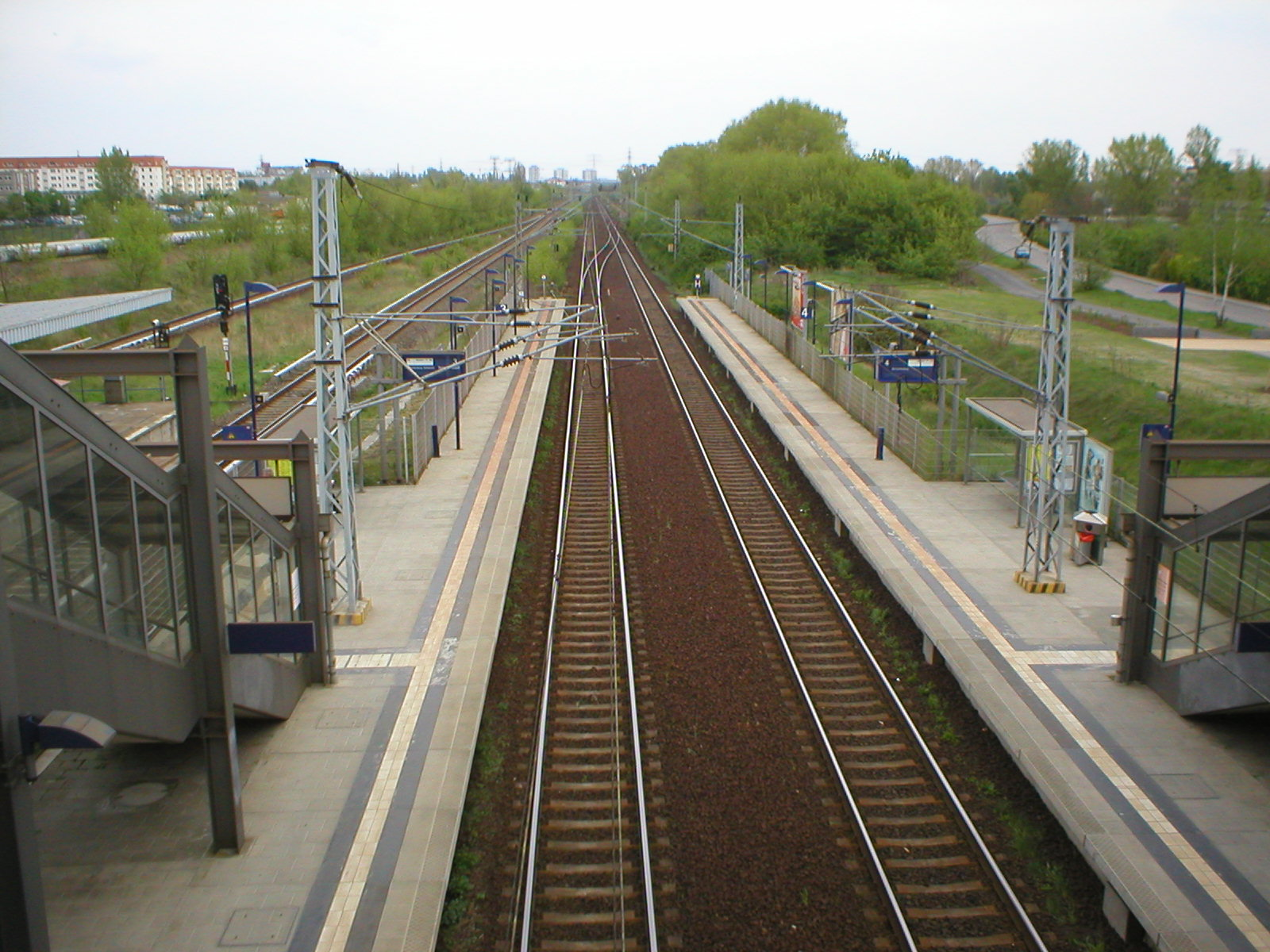
Bahnhof Hohenschönhausen

Neu-Hohenschönhausen wird von zwei Regionalbahnlinien, einer S-Bahn-Linie, drei Straßenbahnlinien und mehreren Buslinien erschlossen. Ähnlich wie zuvor in Marzahn waren auch in Neu-Hohenschönhausen die meisten Verkehrsmittel während des Aufbaus bereits verfügbar.
Die erste nachweisliche öffentliche Verkehrsverbindung war die gegen Ende der 1920er Jahre eingerichtete Buslinie A40 von Malchow über Weißensee nach Falkenberg und Ahrensfelde. Nach dem Zweiten Weltkrieg bestanden die Linien A46 als Nachfolger des A40 sowie die Linie A39 zwischen (Alt-)Hohenschönhausen und Wartenberg. Beide Linien trafen sich auf Höhe der heutigen Kreuzung Falkenberger Chaussee Ecke Prendener Straße.
Anfang der 1940er Jahre wurde der Güteraußenring als eingleisige Umgehungsbahn angelegt. Nach seiner Demontage um 1947 wurde er ab Anfang der 1950er Jahre als Berliner Außenring mit leicht verändertem Verlauf neu aufgebaut. Ein erster Bahnhof in Hohenschönhausen wurde erst mit dem Aufbau des Neubaugebietes errichtet. Vom Bahnhof Springpfuhl wurde parallel zum Außenring eine eingleisige S-Bahn-Strecke mit zwei Bahnhöfen angelegt. Der S-Bahnhof Gehrenseestraße befindet sich am südlichen Rand des Ortsteils unweit der Gartenstadt Hohenschönhausen, der S-Bahnhof Hohenschönhausen an der Kreuzung mit der Falkenberger Chaussee im Zentrum des Neubaugebietes. Die Fernbahngleise am Bahnhof Hohenschönhausen erhielten zwei Bahnsteige. Eröffnet wurde die Strecke am 20. Dezember 1984. Auf den Tag genau ein Jahr darauf gingen das zweite Streckengleis sowie die Verlängerung um eine Station nach Wartenberg in Betrieb; der S-Bahnhof liegt trotz des Namens auch im Ortsteil Neu-Hohenschönhausen. Die Strecke wird von der Linie S75 zur Warschauer Straße bedient. Die Regionalbahnlinien RB12 und RB24 stellen darüber hinaus eine direkte Verbindung mit den Berliner Bahnhöfen Lichtenberg, Ostkreuz und Schöneweide sowie mit zahlreichen brandenburgischen Orten her.

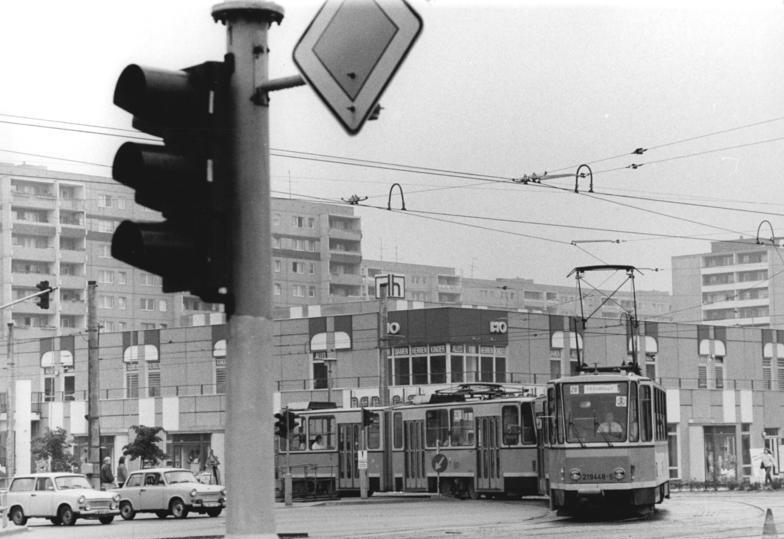
Straßenbahn der Linie 28 am Tag der Streckeneröffnung nach Weißensee, 10. August 1987

Gleichzeitig mit der S-Bahn nach Hohenschönhausen ging auch die erste Straßenbahn-Neubaustrecke in Betrieb. Die 3,5 Kilometer lange Verbindung beginnt an der Gehrenseestraße und führt durch den Mühlengrund zum Prerower Platz und weiter entlang der Zingster Straße zum nördlichen Ende des Neubaugebietes. Als Ost-West-Verbindung kam in den Jahren 1987/88 die von der Buschallee kommende Strecke durch die Hansastraße und Falkenberger Chaussee nach Falkenberg hinzu. Beide Strecken treffen sich am Prerower Platz. Die Fortführung von der Endhaltestelle Falkenberg nach Marzahn-Nord war vorgesehen, wird gegenwärtig aber nicht mehr verfolgt. Im Ortsteil fuhren bis zu acht verschiedene Straßenbahnlinien, die eine direkte Verbindung in Richtung Weißensee, Friedrichshain, Niederschöneweide und Köpenick herstellten. 2013 fahren im Ortsteil drei Straßenbahnlinien. Die Linie M4 führt von der Zingster Straße beziehungsweise Falkenberg über Weißensee zum Hackeschen Markt, die Linie M5 fährt von der Zingster Straße über Alt-Hohenschönhausen und Hackeschen Markt zum Hauptbahnhof. Die Linie M17 führt als Osttangente im Straßenbahnnetz von der Endhaltestelle Falkenberg über Karlshorst zum S-Bahnhof Schöneweide. Die beiden Strecken werden durchgehend bedient.
Die im Ortsteil verkehrenden Buslinien dienen einerseits der Erschließung der einzelnen Quartiere, andererseits als Verbindung in die umliegenden Bezirke. Die Expressbuslinie X54 stellt eine direkte Verbindung vom S- und U-Bahnhof Pankow über Neu-Hohenschönhausen zum U-Bahnhof Hellersdorf her, die Linie 154 führt nach Französisch Buchholz beziehungsweise zum U-Bahnhof Elsterwerdaer Platz und die Linie 256 führt von der Siedlung Wartenberg durch das Neubaugebiet über den S- und U-Bahnhof Lichtenberg zum Zentralfriedhof Berlin-Friedrichsfelde. Die Buslinie 294 fährt als Kiezlinie vorwiegend innerhalb des Neubaugebietes, einzelne Fahrten führen darüber hinaus bis in das Gewerbegebiet von Alt-Hohenschönhausen. Die Linie 893 wird sowohl von den Berliner Verkehrsbetrieben als auch von der Barnimer Busgesellschaft betrieben. Sie führt vom Prerower Platz über Lindenberg, Schwanebeck und den S-Bahnhof Buch zum S-Bahnhof Zepernick.

## Schulen
- Feldmark-Schule (Grundschule), Wartiner Str. 23
- Martin-Niemöller-Grundschule, Am Breiten Luch 5
- Matibi-Schule (Grundschule), Prendener Str. 15
- Phönix-Grundschule (Grundschule), Wartiner Str. 6
- Randow-Schule (Grundschule), Randowstr. 45
- Schule Am Breiten Luch (Grundschule), Am Breiten Luch 19
- Schule am Wäldchen (Grundschule), Wustrower Str. 28
- Schule im Ostseekarree (Grundschule), Barther Str. 27
- 14. Schule (Integrierte Sekundarschule), Wartiner Str. 1–3
- Fritz-Reuter-Schule (Integrierte Sekundarschule), Prendener Str. 29
- Vincent-van-Gogh-Schule (Integrierte Sekundarschule), Wustrower Str. 26

## Persönlichkeiten
- Capital Bra (* 1994), Rapper, wuchs in Neu-Hohenschönhausen auf